# Copa de Clubes de la CECAFA 1991
La Copa de Clubes de la CECAFA 1991 fue la 17.ª edición de este torneo de fútbol a nivel de clubes de África organizado por la CECAFA.
El Simba SC de Tanzania venció al Nakivubu Villa de Uganda en la final disputada en Dar es Salaam, Tanzania para ganar el título por segunda ocasión.

## Fase de grupos

### Grupo A
El grupo fue ganado por el Coastal Union de Tanzania y de segundo lugar quedó el Simba SC de Tanzania. Los partidos se disputaron en la ciudad de Tanga.

### Grupo B
El grupo fue ganado por el Gor Mahia de Kenia, seguido por el Nakivubu Villa de Uganda. Los partidos se jugaron el Dar es Salaam.

## Semifinales
El Coastal Union originalmente iban a jugar las semifinales como ganadores de grupo, pero el club se rehusó a viajar de Tanga a Dar es Salaam argumentando que como ganadores de grupo, los que debían viajar eran los segundos del Grupo B (Nakivubu Villa), así que se determinó descalificar al Coastal Union y su lugar lo tomaría el tercer lugar del grupo A, el Limbe Leaf Wanderers de Malawi.
| Equipo 1       | Resultado | Equipo 2             |
| -------------- | --------- | -------------------- |
| Gor Mahia      | 0-2       | Simba SC             |
| Nakivubu Villa | 3-1       | Limbe Leaf Wanderers |

## Final
| Equipo 1 | Resultado | Equipo 2       |
| -------- | --------- | -------------- |
| Simba SC | 0-2       | Nakivubu Villa |

## Campeón
| Copa de Clubes de la CECAFA 1991 |
| -------------------------------- |
| Bandera de Tanzania              |
| Simba SC 2º Título               |